# Proales parasita
Proales parasita is een raderdiertjessoort uit de familie Proalidae. De wetenschappelijke naam van deze soort is voor het eerst geldig gepubliceerd in 1838 door Ehrenberg.